# سيرغي خرامتسوف
سيرغي خرامتسوف (بالروسية: Храмцов, Сергей Николаевич)‏ هو لاعب كرة قدم روسي في مركز الدفاع، ولد في 28 فبراير 1977. لعب مع أورالان إليستا وروتور فولغوغراد وموردوفيا سارانسك ونادي كوبان كراسنودار.